# クラコット
クラコット（Cracotte）はフランスに由来する堅パンの一種である。非常食としてのほか、クラッカーのように日常の軽食としてそのまま食したり、カッテージチーズなどのナチュラルチーズや生野菜をはさんでオードブルなどに供せられる。
ジョージ・W・ブッシュが第43代アメリカ合衆国大統領在任中、休暇期間に自宅でテレビでアメリカンフットボール観戦をしていてプレッツェル（放送局によってはクラコットと報道）をのどに詰まらせ、数時間ほど一時療養したことが日本でも報道された。
このように、堅パン類は乾燥しているため水分を摂りながらよく咀嚼しないと誤嚥や窒息などの危険性がある。